# جغرافیای ایران باستان
از بررسی و پژوهش ایرانیان باستان در امر جغرافیا اطلاع زیادی در دست نیست. قدیمی‌ترین سندی که در این باره موجود است قسمتهای بازمانده ٔ اوستاست که در پاره‌ای از بخشهای آن اشاره‌هایی به وضع یا نام برخی سرزمین‌ها، دریاها، کوه‌ها و رودها رفته و در فرگرد یکم وندیداد از شانزده کشور آفریده ٔاهورامزدا سخن بمیان آمده‌است. اما چون قسمتهای علمی اوستا از میان رفته‌است در این باره بیش از این اطلاعی به دست نمی‌آید. پس از آن در سنگ‌نبشتهٔ بیستون به نام کشورهائی که داریوش می‌گوید بر آنها فرمانروایی داشته‌ام برمی‌خوریم. از همین قبیل اطلاعات مختصر و جزئی در برخی از نوشته‌های یونانیان نیز مشاهده می‌شود. از روزگار ساسانیان نیز علاوه بر آنچه جسته گریخته در ضمن بعضی از کتاب‌های آن دوران آمده و به دست ما رسیده، کتاب مستقل شهرستان‌های ایرانشهر که در آن نام و شرح مختصر شهرهای ایران و برخی از روایات افسانه‌ای در باره ٔآنها آمده، در دست است.

## جغرافیای اوستا

### فرگرد یکم وندیداد
فَرگَرد یکم وندیداد، شانزده کشور آفریده ٔاهورامزدا را این چنین آورده است:
1. ائیرییانَه وَئِجو
2. سغده
3. موئورو
4. بخدی
5. نیسایه
6. هَرویو
7. وئه‌کرته
8. اوروه
9. وهرکانه
10. هرخوائیتی
11. هائتومنت
12. رَغا
13. کخره
14. ورِنه
15. هپته هیندوه (هفت رود)
16. رنغه

## جغرافیای ایران باستان در سنگ‌نبشته‌های هخامنشی
| فهرست ساتراپی‌ها در سنگ‌نبشته‌های هخامنشی |                        |                        |                        |
| سنگ‌نبشتهٔ بیستون                        | سنگ‌نبشتهٔ پارسه         | سنگ‌نبشتهٔ شوش           | سنگ‌نبشتهٔ نقش رستم      |
| پارسا                                  | -                      | -                      | -                      |
| خوجیا                                  | خوجیا                  | خوجیا                  | خوجیا                  |
| بابیروش                                | بابیروش                | بابیروش                | بابیروش                |
| آثورا                                  | آثورا                  | آثورا                  | آثورا                  |
| اَرَبایا                                 | اَرَبایا                 | اَرَبایا                 | اَرَبایا                 |
| مودرایا                                | مودرایا                | مودرایا                | مودرایا                |
| سرزمین‌های مشرف به دریا                 | سرزمین‌های مشرف به دریا | سرزمین‌های مشرف به دریا | سرزمین‌های مشرف به دریا |
| اسپاردا                                | اسپاردا                | اسپاردا                | اسپاردا                |
| یونانیان مشرف به دریا                  | یونانیان مشرف به دریا  | یونانیان مشرف به دریا  | یونانیان مشرف به دریا  |
| یونانیان آنسوی دریا                    | یونانیان آنسوی دریا    | یونانیان آنسوی دریا    | یونانیان آنسوی دریا    |
| مادا                                   | مادا                   | مادا                   | مادا                   |
| ارمینا                                 | ارمینا                 | ارمینا                 | ارمینا                 |
| کَتپَتوکا                                | کَتپَتوکا                | کَتپَتوکا                | کَتپَتوکا                |
| پرثوا                                  | پرثوا                  | پرثوا                  | پرثوا                  |
| زَرَنکا                                  | زَرَنکا                  | زَرَنکا                  | زَرَنکا                  |
| -                                      | ساگارتیا               | -                      | -                      |
| هَرَیوا                                  | هَرَیوا                  | هَرَیوا                  | هَرَیوا                  |
| هوارَزمیش                               | هوارَزمیش               | هوارَزمیش               | هوارَزمیش               |
| باختریش                                | باختریش                | باختریش                | باختریش                |
| سوغدا                                  | سوغدا                  | سوغدا                  | سوغدا                  |
| گنداره                                 | گنداره                 | گنداره                 | گنداره                 |
| سکا                                    | سکا                    | سکا هئومه‌ورگه          | سکا هئومه‌ورگه          |
| -                                      | -                      | سکا تیگره‌خوده          | سکا تیگره‌خوده          |
| -                                      | -                      | سکا پَرَدرایه            | سکا پَرَدرایه            |
| ثته‌گوش                                 | ثته‌گوش                 | ثته‌گوش                 | ثته‌گوش                 |
| هَرَهُوَتیش                                | هَرَهُوَتیش                | هَرَهُوَتیش                | هَرَهُوَتیش                |
| مکا                                    | مکا                    | مکا                    | مکا                    |
| -                                      | هندوش                  | هندوش                  | هندوش                  |
| -                                      | -                      | تراکیه                 | تراکیه                 |
| -                                      | -                      | کاریا                  | کاریا                  |
| -                                      | -                      | -                      | لیبی                   |
| -                                      | -                      | -                      | حبشه                   |